# 열주

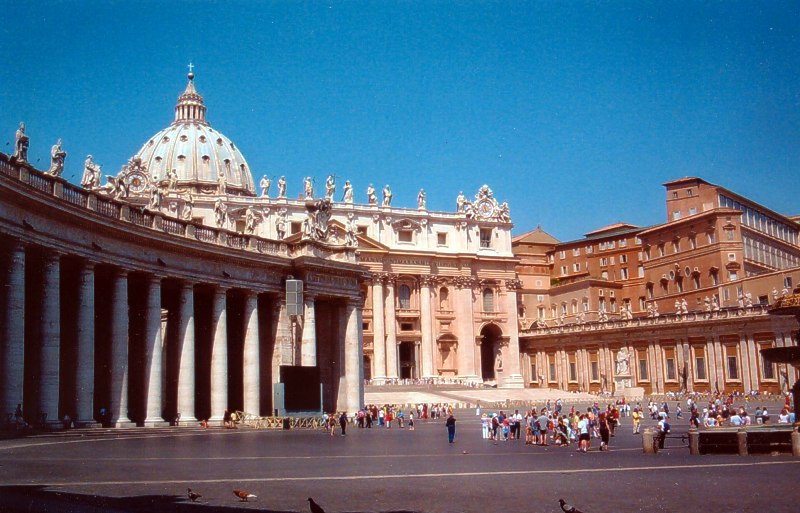
성 베드로 광장의 열주

열주(列柱)는 건축에서 줄지어 선 기둥을 가리키는 용어이다. 서양의 고전주의 건축에서는 콜로네이드 (colonnade)라 하여 상부의 엔타블러처와 맞물려 홀로 두거나 건물의 한 일부로 쓰인다. 이 때 기둥의 개수는 최소 두 개 이상이며 일렬로 배치되거나 구부러뜨린 구조를 지니게 된다. 기둥 사이의 공간은 벽으로 채워질 수도, 열려 있을 수도 있다. 이탈리아 로마의 성 베드로 광장은 반원형의 개방된 열주로 둘러쌓여 있는 대표적인 예시이다.
건물 정면의 대문 앞에 열주를 둘 경우에는 주랑 현관 (portico, 포르티코)이 된다. 반대로 건물 내부의 개방형 중정의 가장자리를 열주로 두르면 페리스타일 (peristyle)가 된다. 주랑현관의 열주는 한 줄 이상이 될 수도 있는데 로마의 판테온과 고대 그리스의 스토아가 대표적인 사례다.

## 예시

### 고대 건축

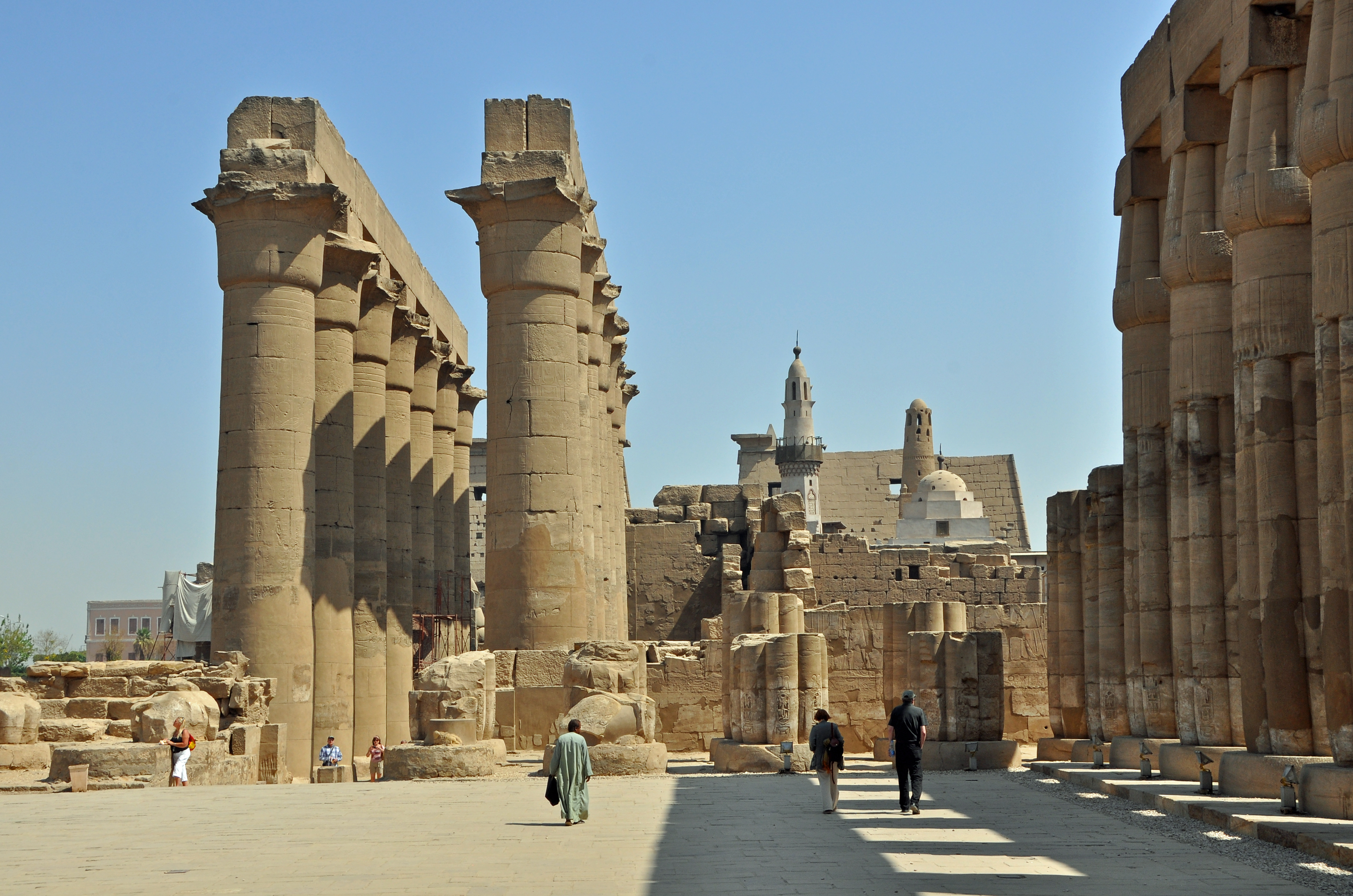
룩소르 신전의 아멘호텝 3세의 열주
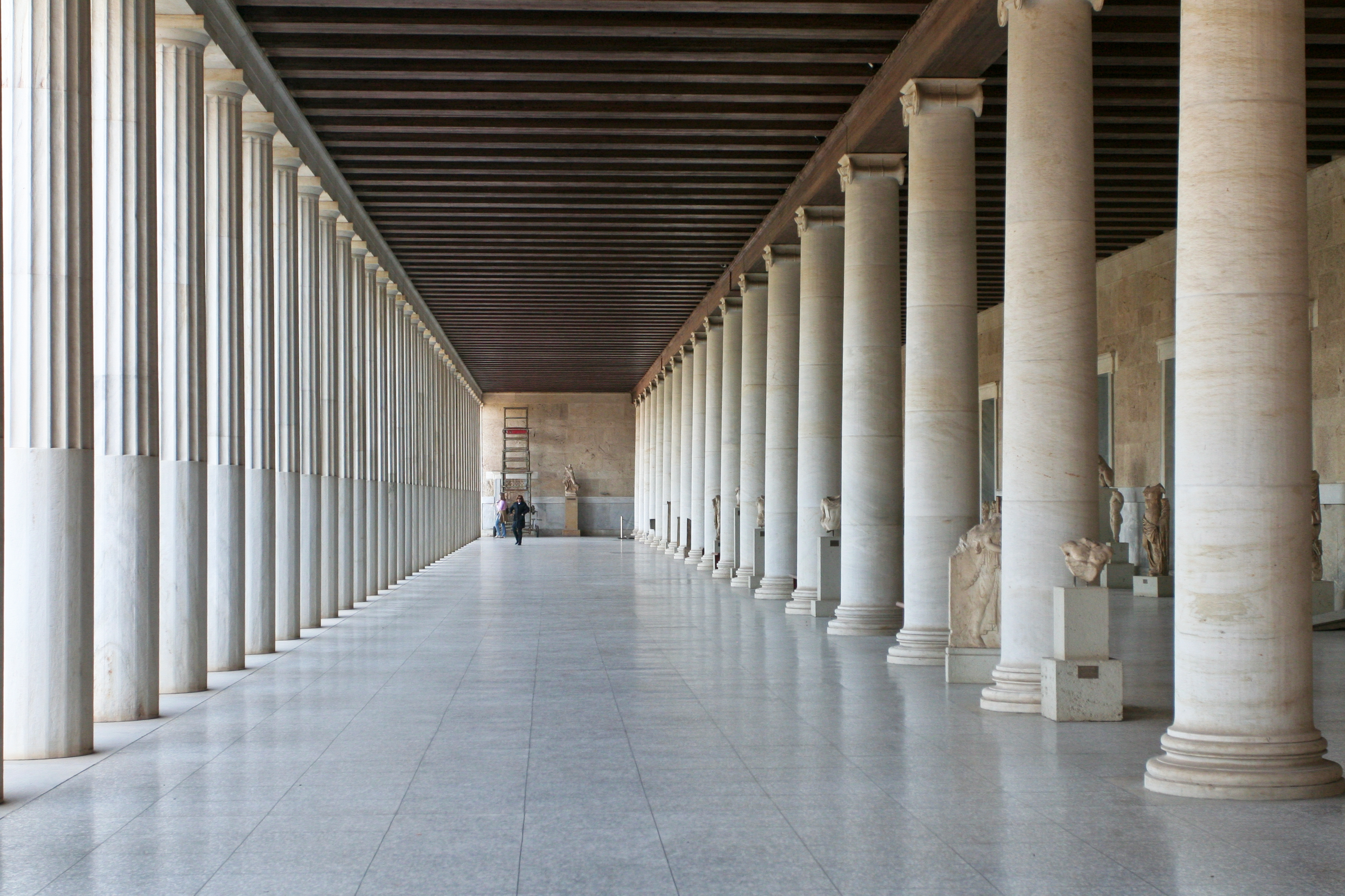
아테네의 아고라에 위치한 아탈로스의 스토아
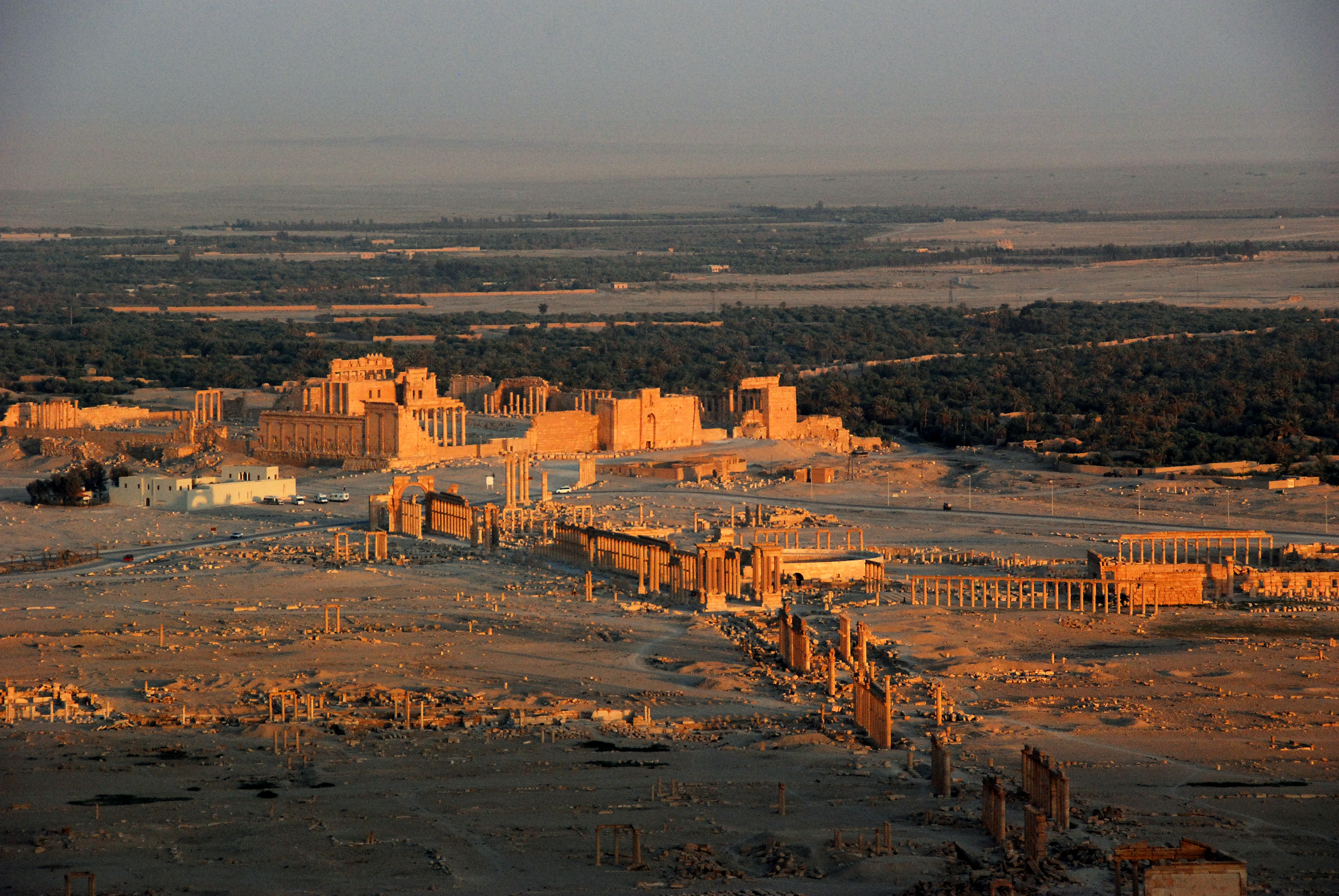
시리아 팔미라의 대열주
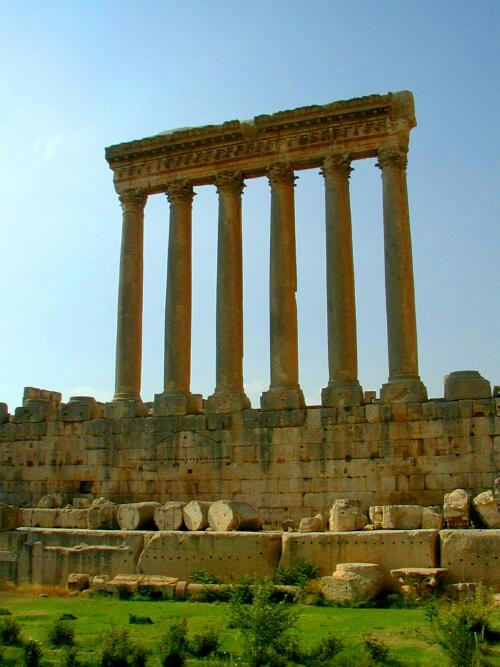
레바논 바알베크의 열주
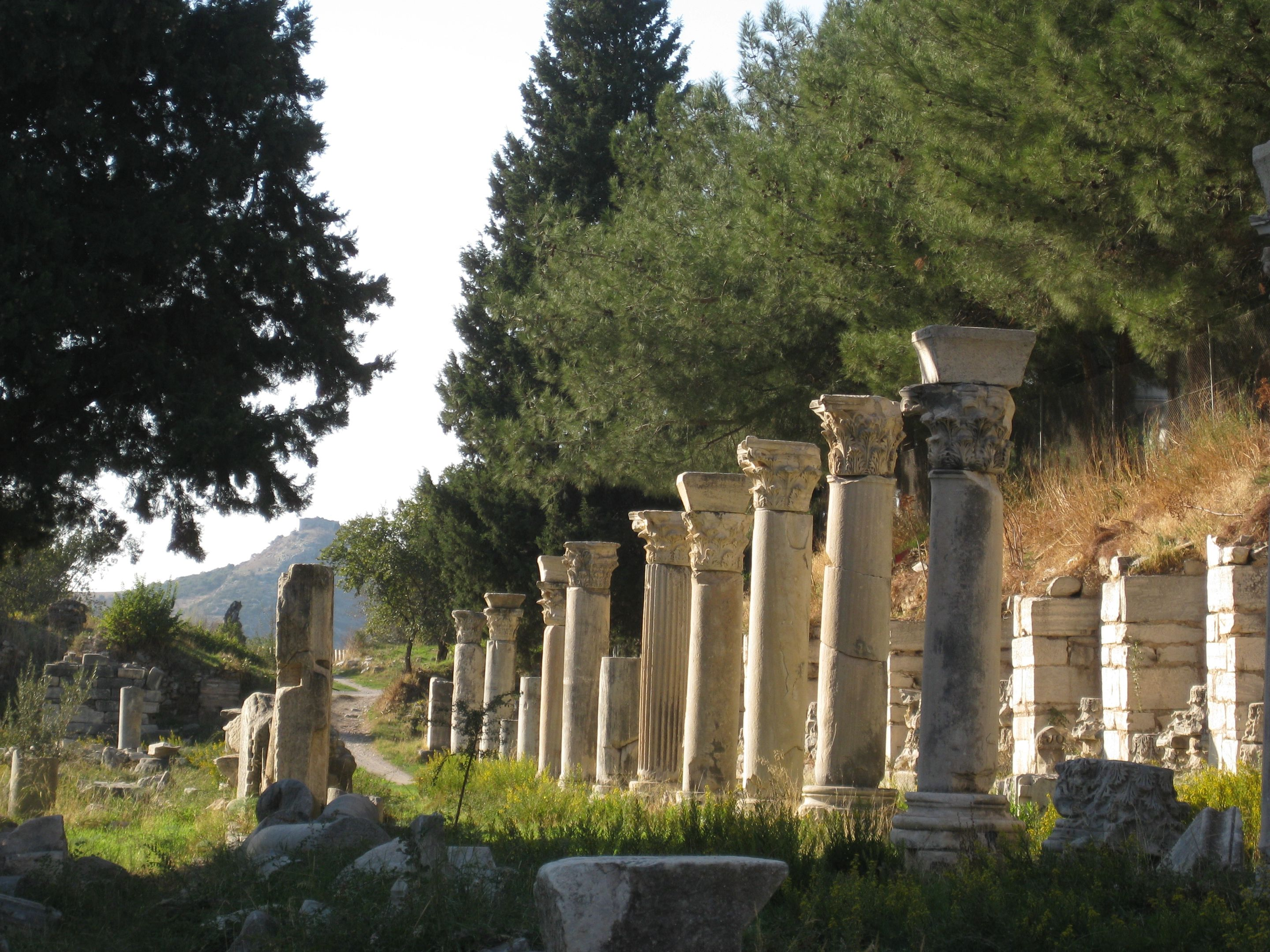
에페소스의 열주
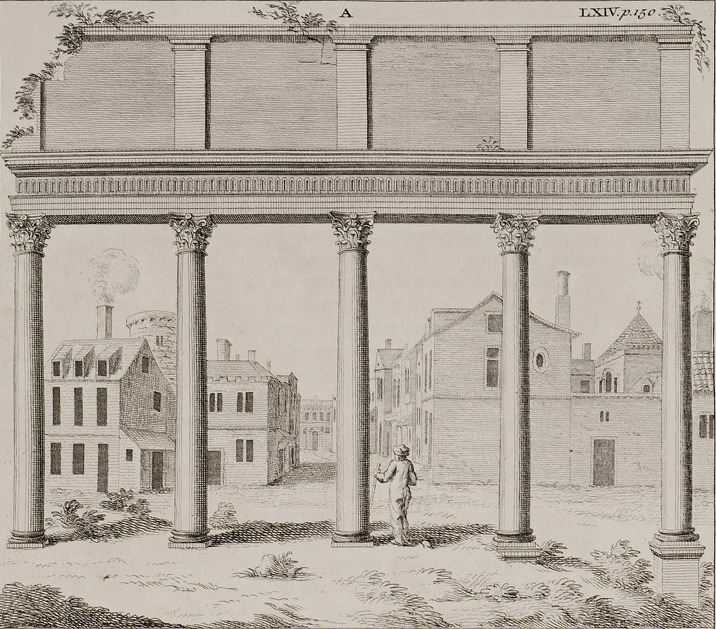
라스 인칸타다스의 열주
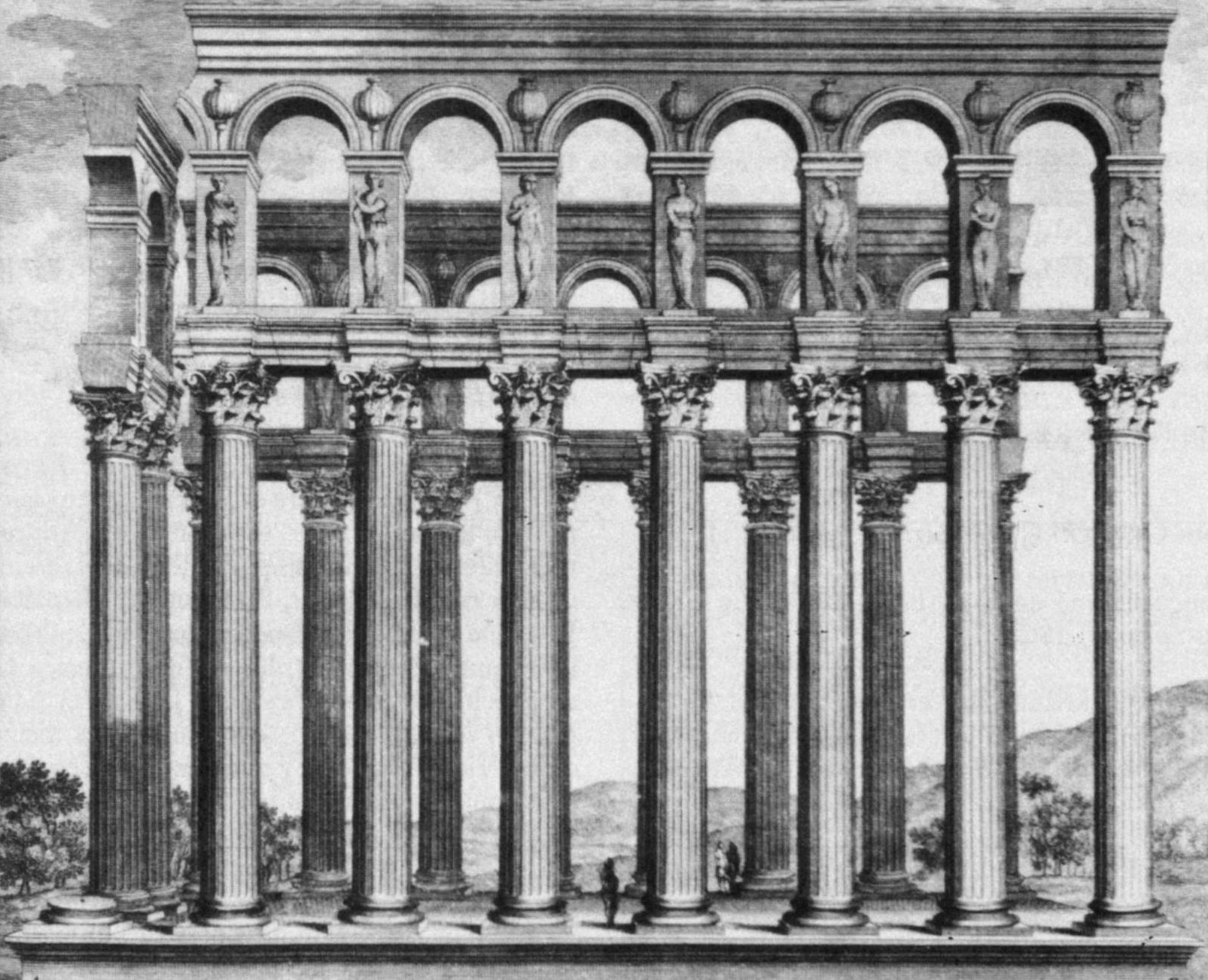
튀텔의 열주

### 르네상스와 바로크 건축

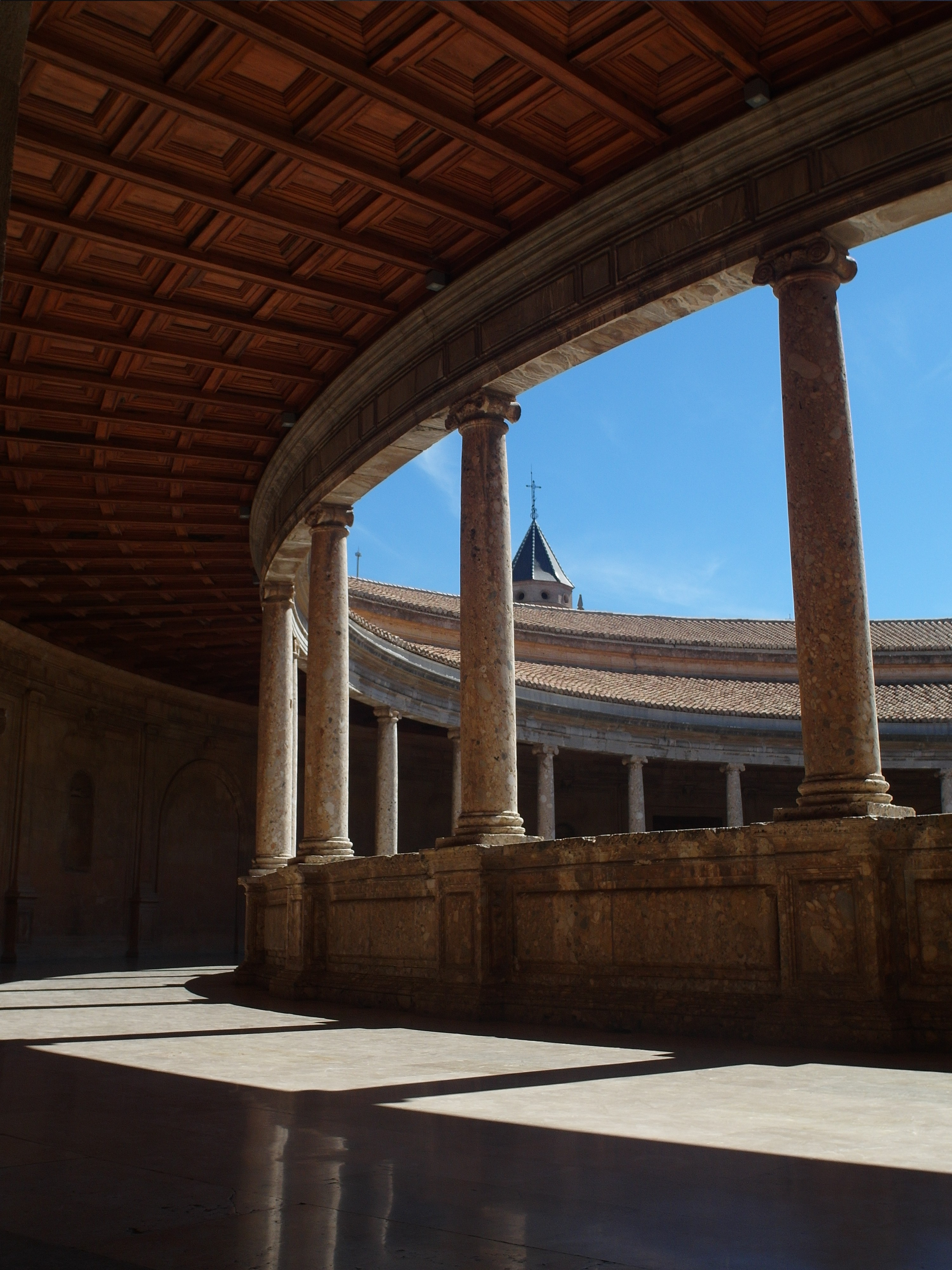
스페인 그라나다 카를로스 5세 궁전의 열주 (1527년)
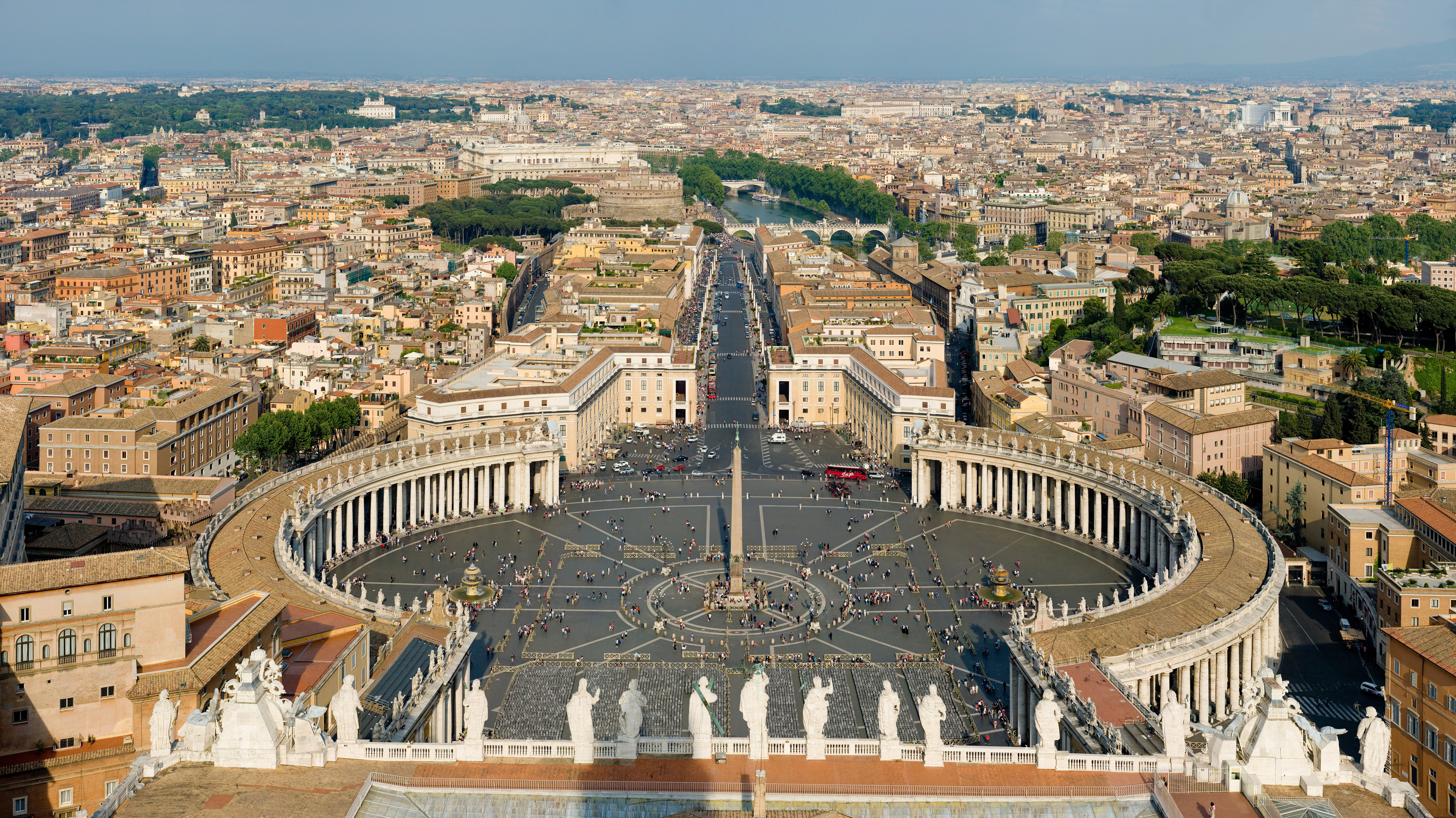
바티칸 시국 성 베드로 광장의 열주 (1660년대)
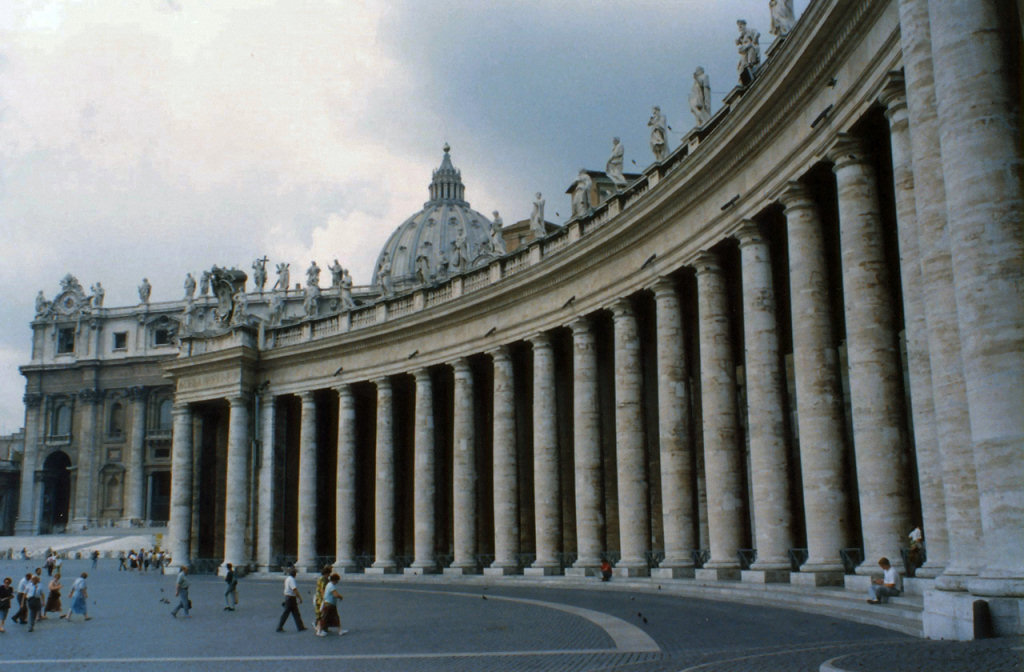
성 베드로 광장의 열주
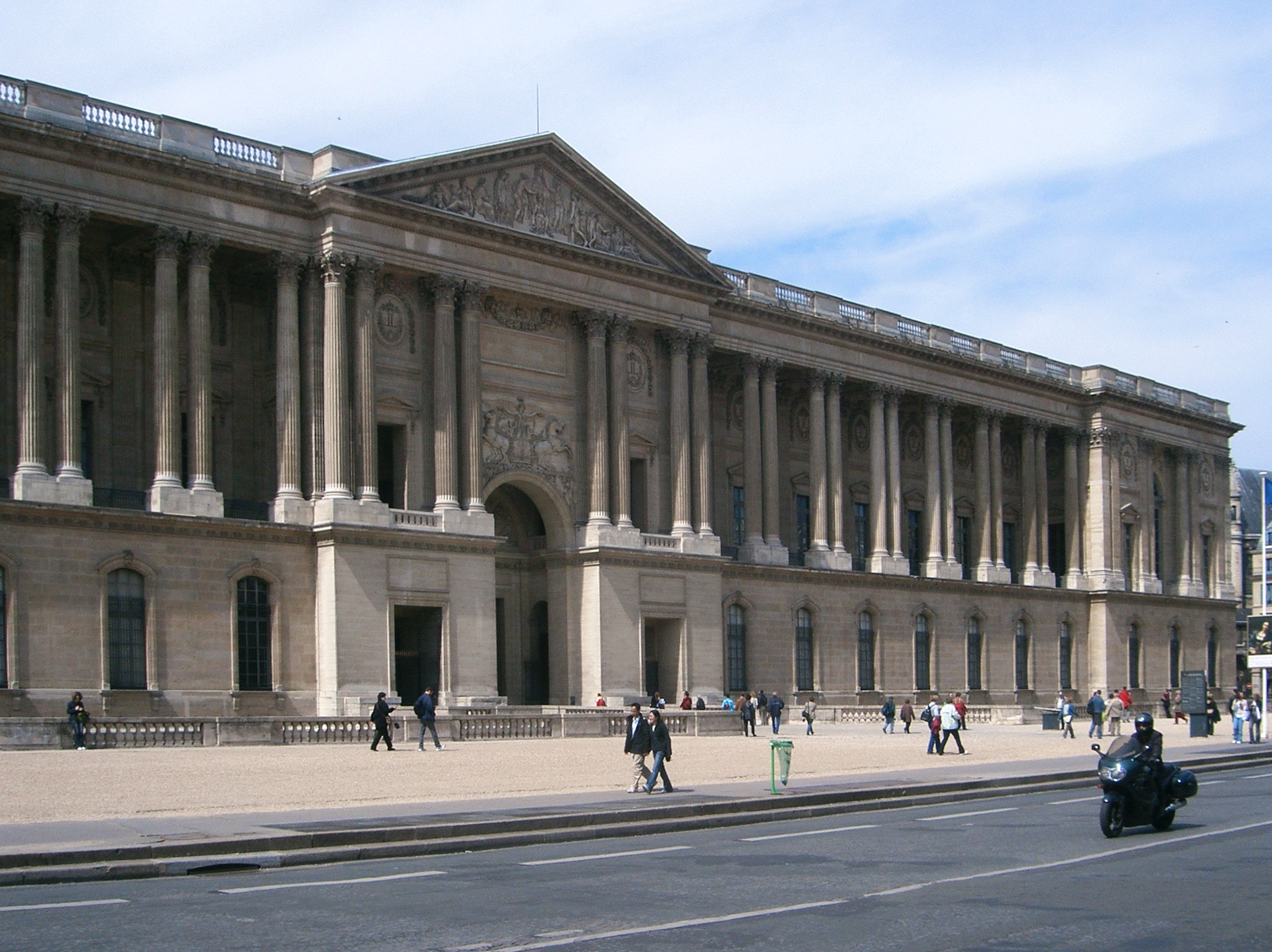
프랑스 파리 루브르궁의 열주 (1670년)

### 신고전주의 건축

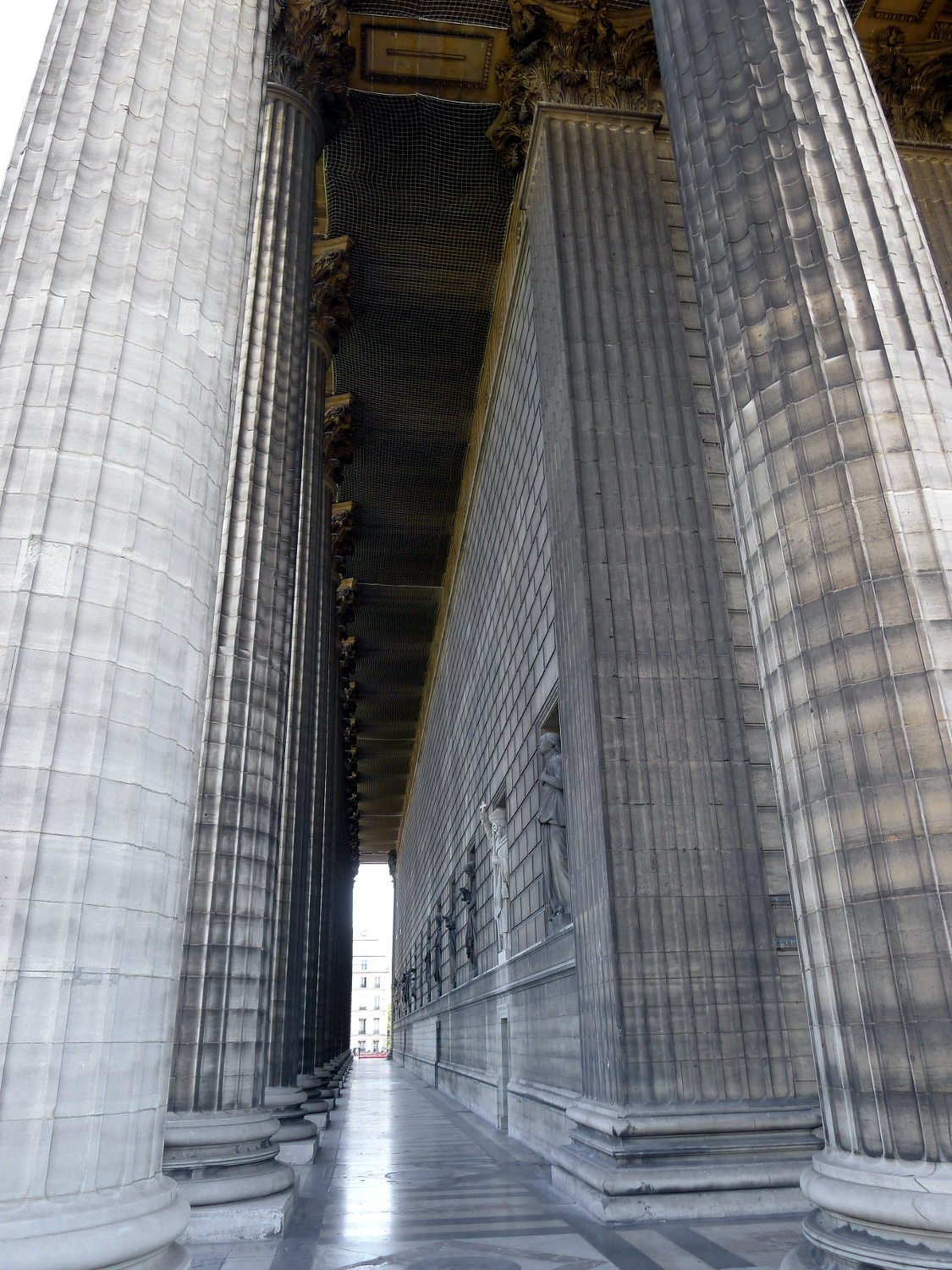
프랑스 파리 라마들렌 교회의 열주 (1842년)
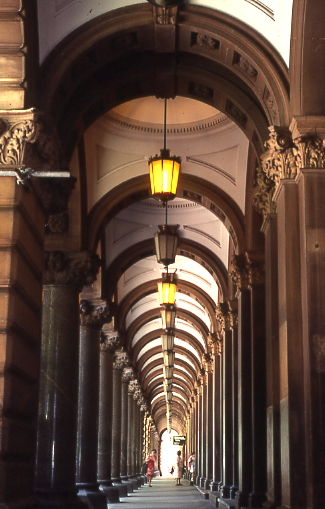
오스트레일리아 시드니 종합우체국의 아치형 열주(1890년)
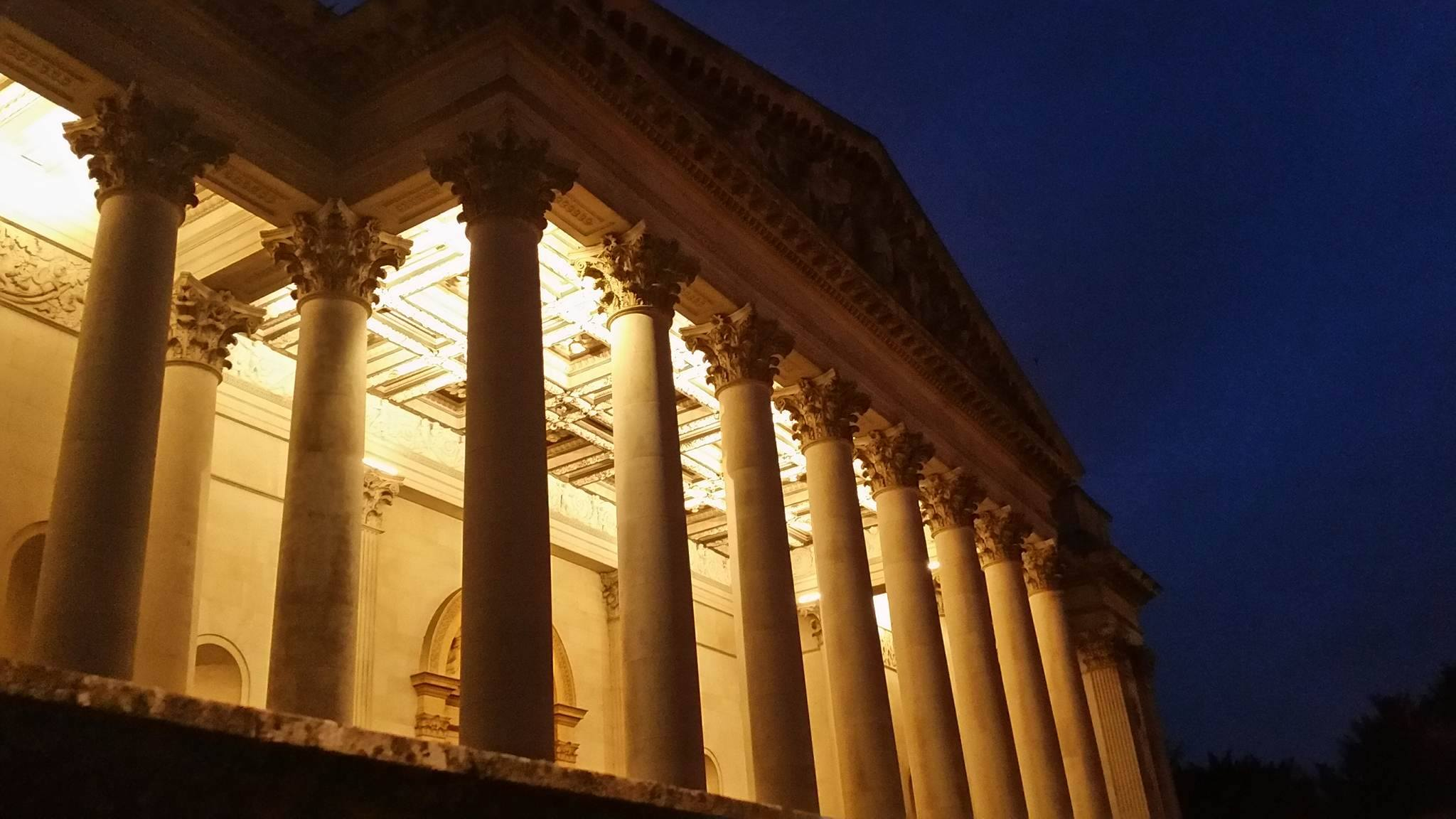
영국 케임브리지 대학교 피츠윌리엄 박물관의 대문에 설치된 열주 (19세기)
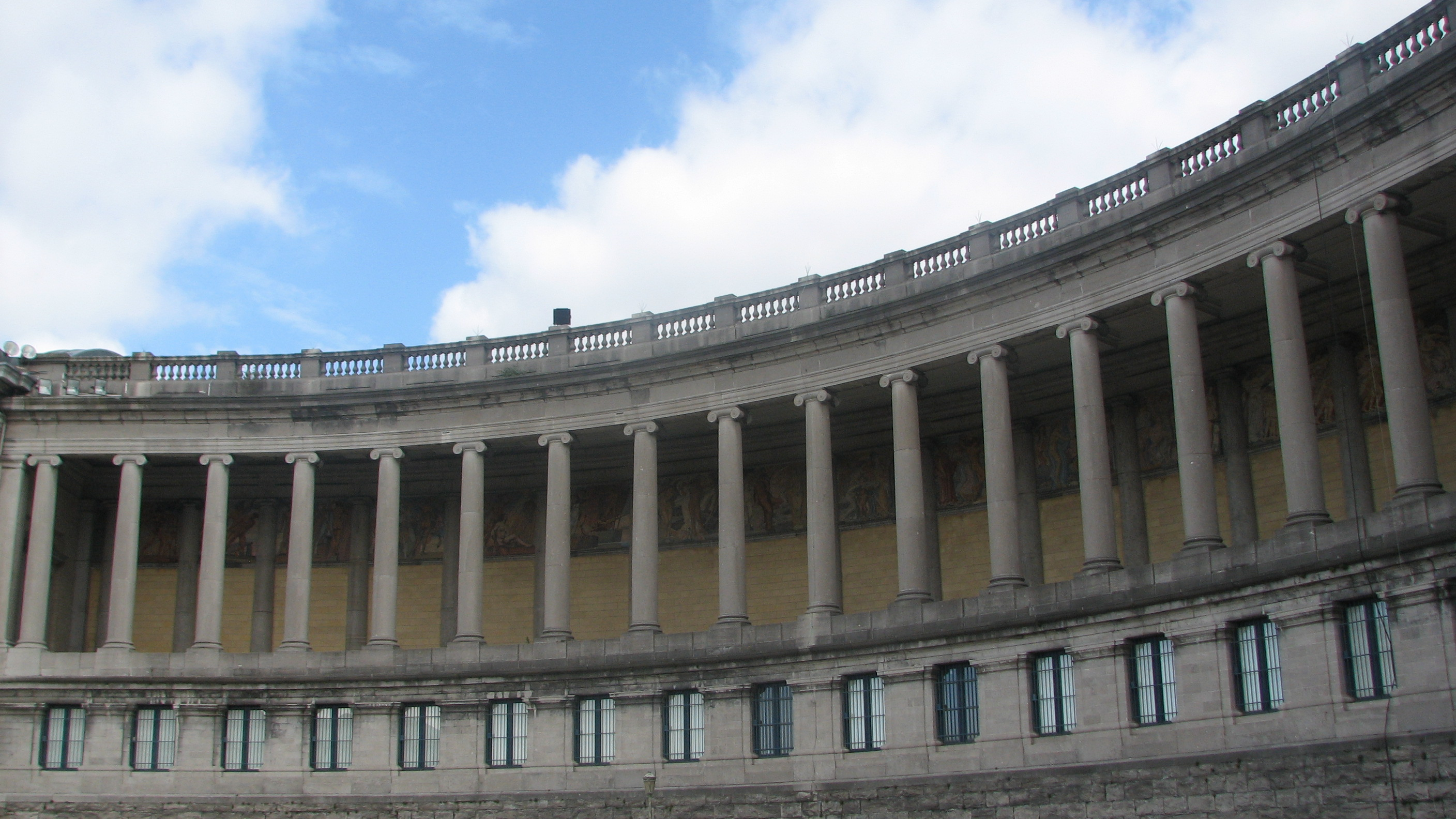
벨기에 브뤼셀의 아르카드 뒤 생캉트네르의 열주 (1905년)
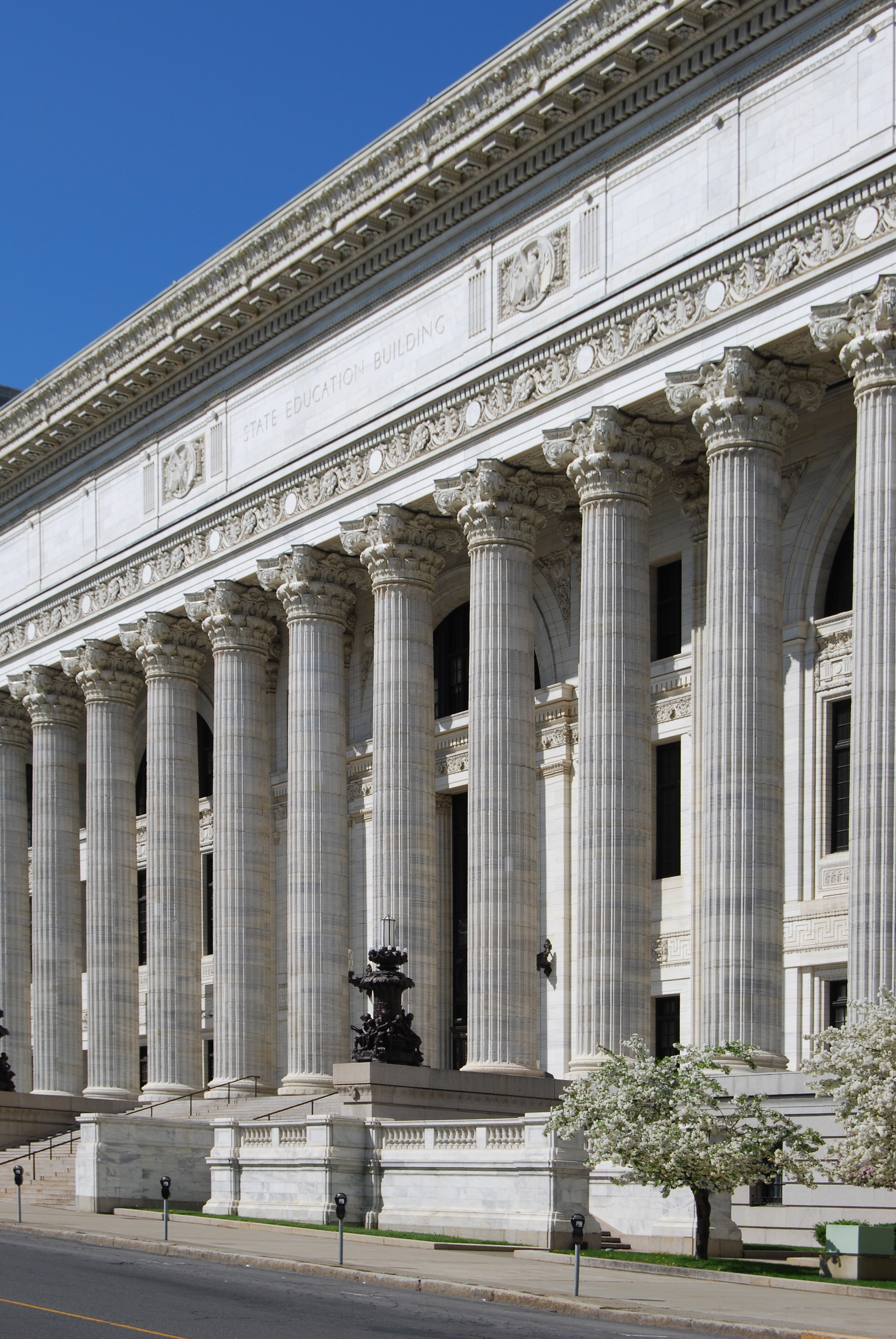
미국 뉴욕주 올버니의 주립교육빌딩 (1912년)

### 현대 건축

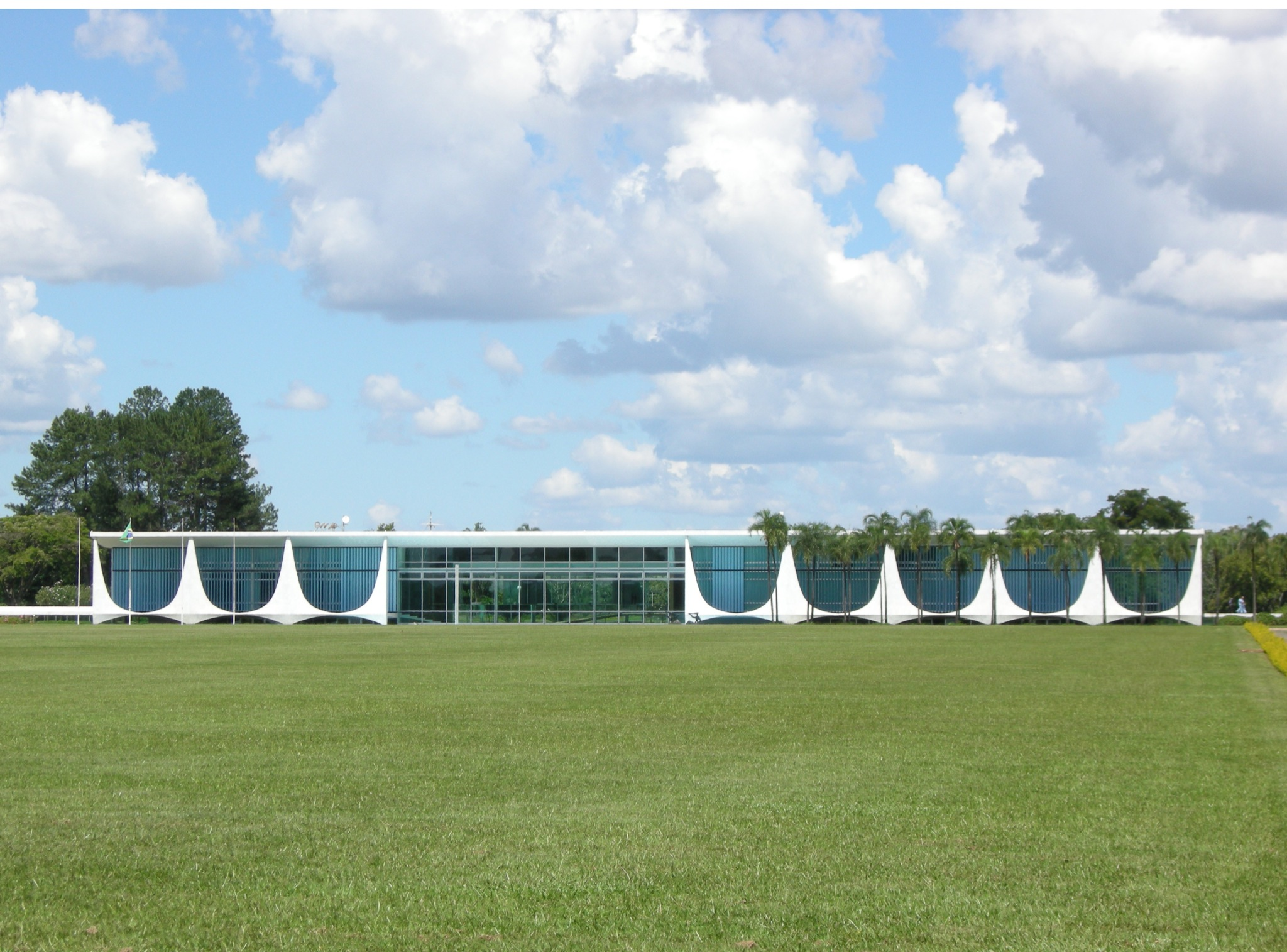
브라질 브라질리아의 알보라다궁 (1958년)
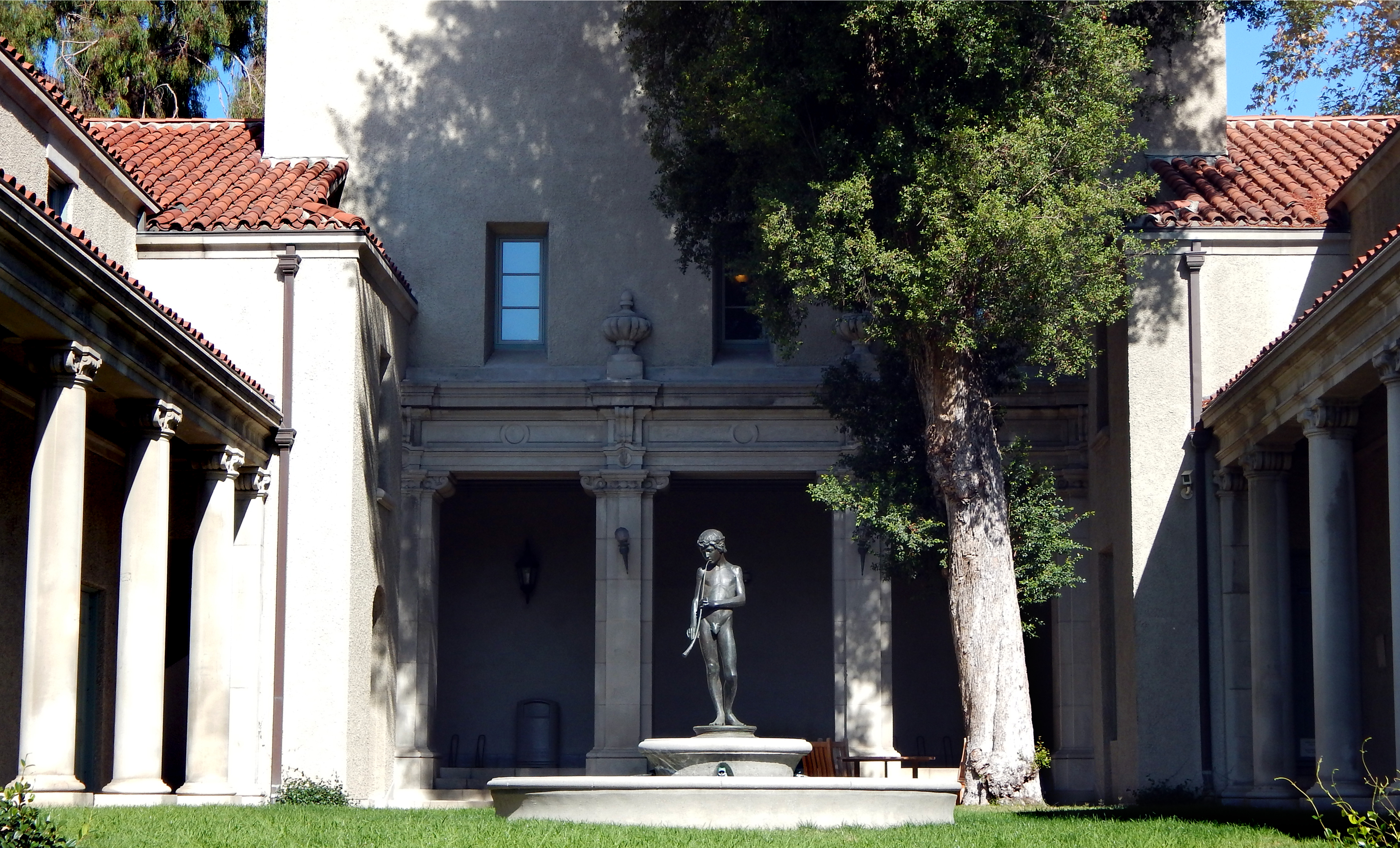
미국 캘리포니아주 클레어몬트의 브리지 홀 오브 뮤직 리버스 코트의 열주 (1915년)
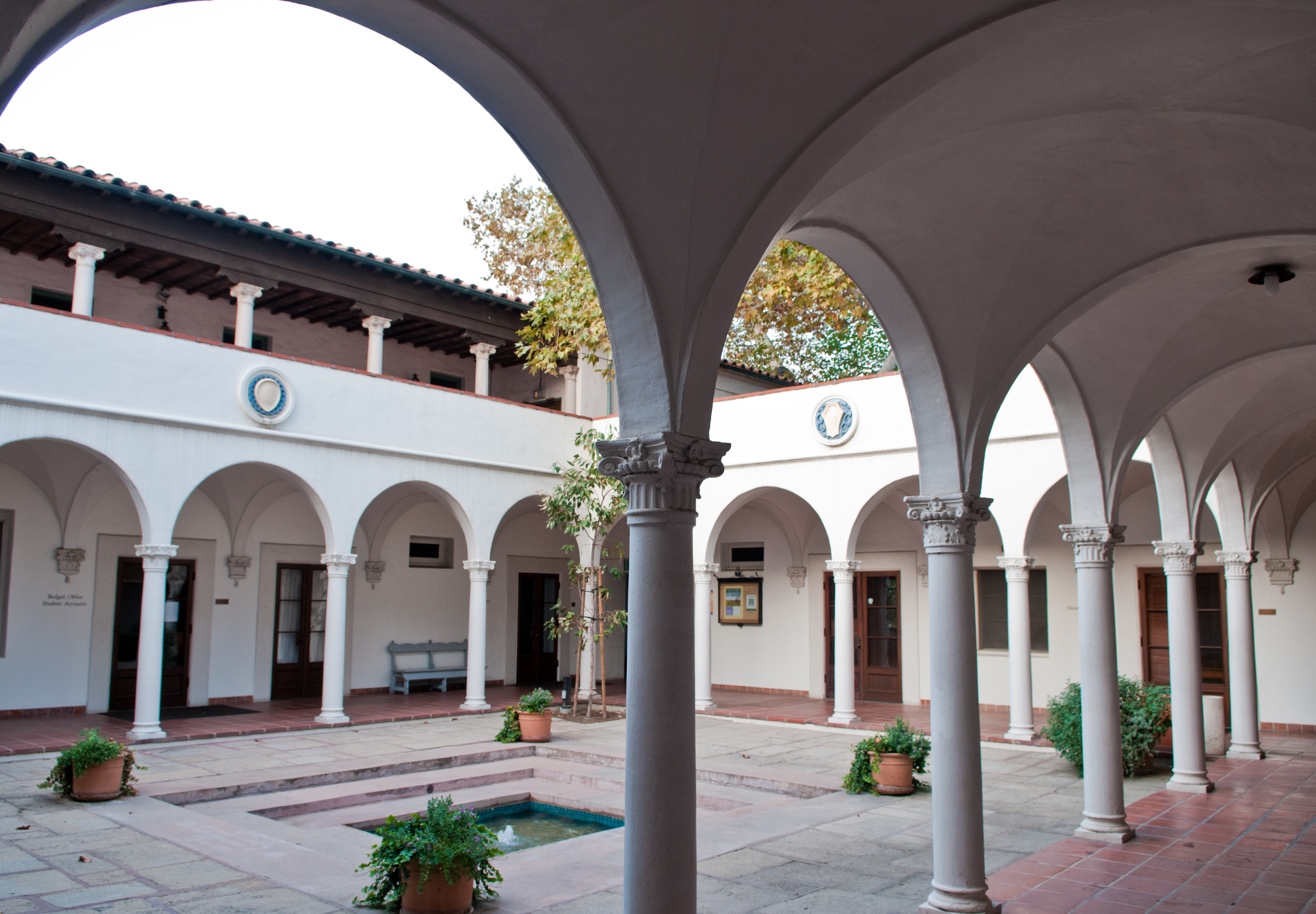
미국 캘리포니아주 클레어몬트의 스크립스 칼리지 볼치 홀의 열주 (1929년)
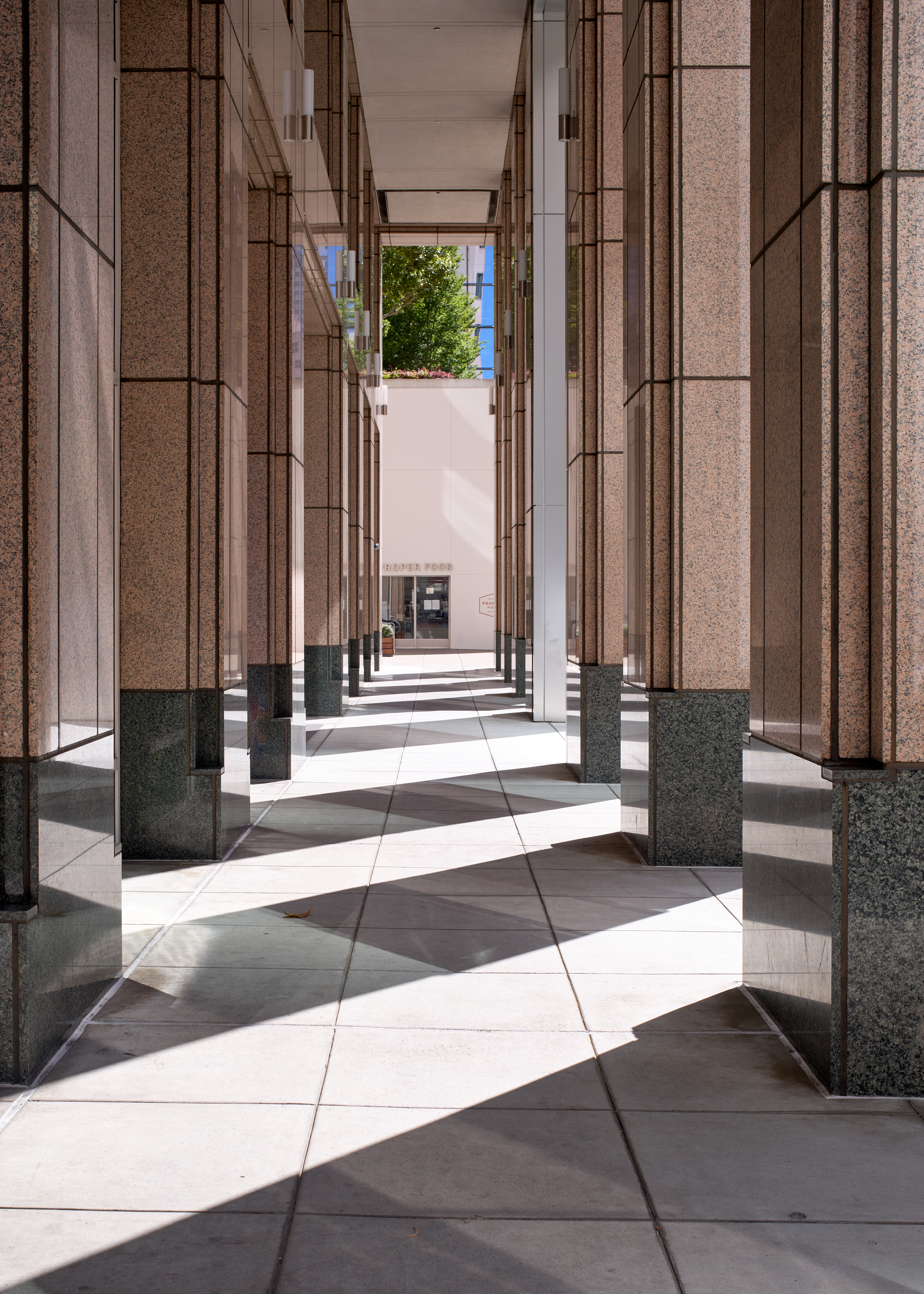
미국 샌프란시스코 미션 앤드 퍼스트의 열주

## 같이 보기
- 아케이드 (건축)
- 프테론